# Cappella Neapolitana
Cappella Neapolitana (до 2010 года — итал. La Cappella musicale della Pieta de’ Turchini) — ансамбль старинной музыки, основанный в Неаполе, исполняет преимущественно произведения композиторов неаполитанской школы эпохи барокко.

## Деятельность
Ансамбль I Turchini был основан Антонио Флорио в 1987 году как ансамбль, специализирующийся на вокальной и инструментальной неаполитанской музыке XVII и XVIII веков. Деятельность I Turchini посвящена восстановлению и распространениею музыкального наследия неаполитанской школы, часто на основе недавно открытых рукописей. Ансамбль сотрудничает с известным итальянским музыковедом Dinko Fabris.
В настоящем своём виде ансамбль существует с 2010 года, расширив свой репертуар на европейскую музыку эпохи барокко.
Ансамбль в разное время сотрудничал с лейблами Symphonia, Opus111 (амбициозный проект, который предусматривал создание серии «Сокровища Неаполя», первоначально запланированный на 50 компакт-дисков; проект не был завершен и прекратился в 2000 году, когда Opus111 был приобретён фирмой Naïve), в настоящее время с Glossa. Записывался на Radio France и BBC. В 1998 году участвовал в создании документального фильма, посвящённого неаполитанской опера-буффа по заказу ЮНЕСКО (студия ARTE).
Резиденция ансамбля располагается с 1997 года в церкви Святой Екатерины Сиенской в штаб-квартире Centro di Musica Antica Pietà de' Turchini.
Ансамбль выступал на крупнейших музыкальных сценах (Академия Санта-Чечилия в Риме, Teatro di San Carlo, Palau de la Música di Barcellona, Берлинская филармония, Венский Концертхаус, театр Лопе де Вега в Севилье, Associazione Scarlatti di Napoli, Королевский театр де ла Монне, Fullerton Hall в Чикаго) и принимает участие в крупных музыкальных фестивалях Европы: Фестиваль Монтеверди в Кремоне, фестивали в Версале, Нанси, Нанте, Меце, Кане), Ambronay, Earlymusic в Санкт-Петербурге. Ансамбль сотрудничает с известными исполнителями, в их числе виолончелист Джованни Сoллима (он создал для ансамбля некоторые свои сочинения). Ансамбль гастролировал в США, Японии, Китае, странах Европы. В сентябре 2014 года «La Cappella musicale della Pieta de’ Turchini» с успехом выступил на концерте фестиваля Earlymusic в Санкт-Петербурге. Исполнялись арии и инструментальные фрагменты из неаполитанских опер XVII и XVIII века. Солистом выступил известный итальянский тенор и драматический актёр Пино де Витторио.
Среди последних крупных проектов ансамбля оперы «Il disperato innocente» Francesco Boerio, «Дидона и Эней» и «Королева фей» Генри Пёрселла, «Festa napoletana, La Statira» Франческо Кавалли, «Motezuma» Джана Франческо де Майо, «La Partenope» Леонардо Винчи, «La finta giardiniera» Паскуале Анфосси, «L’Ottavia restituita al trono» Доменико Скарлатти, «La Salustia» Джованни Баттиста Перголези, «Ацис, Галатея и Полифем» Георга Фридриха Генделя.

## Галерея

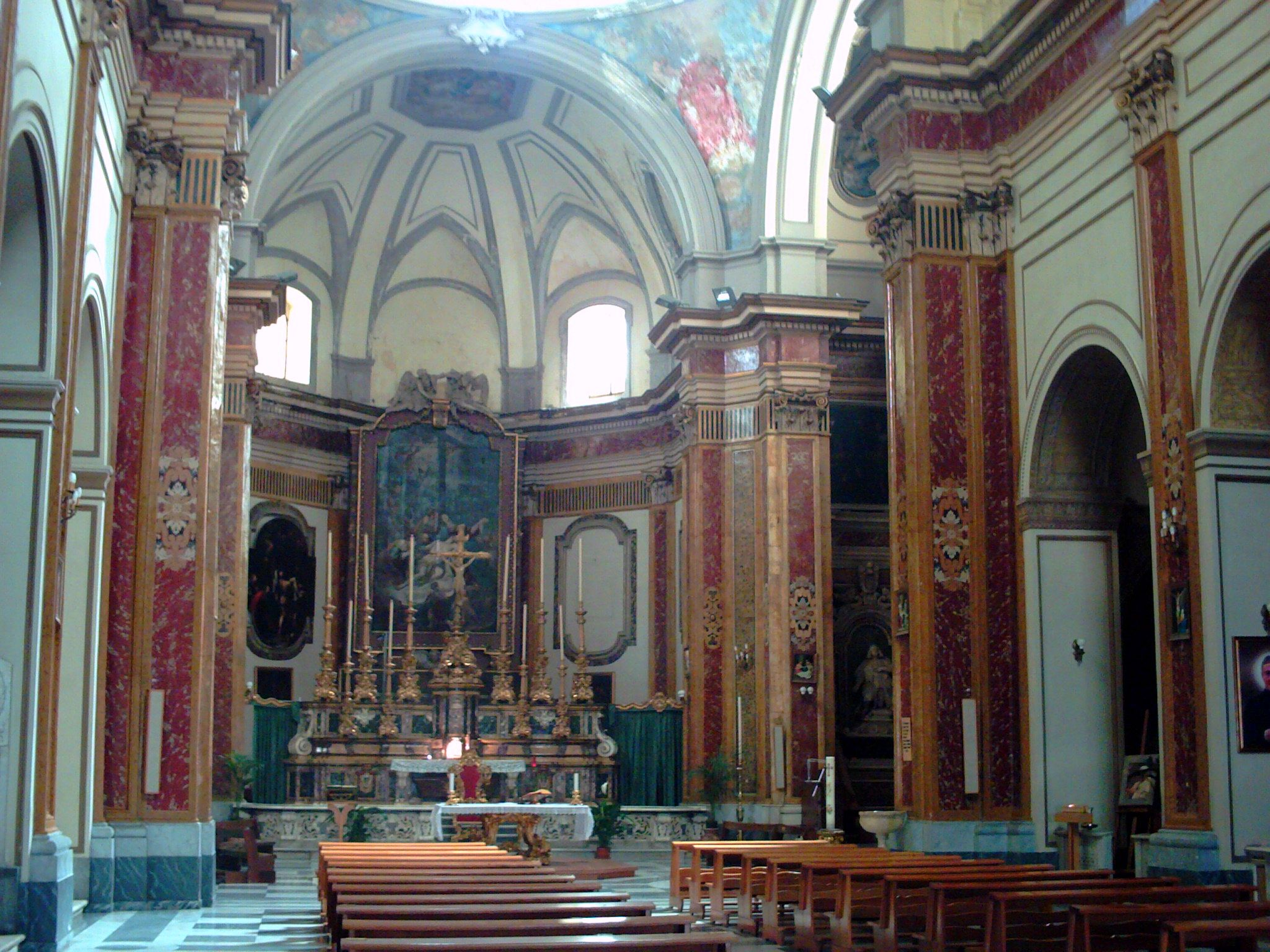
Интерьер церкви Святой Екатерины Сиенской в Неаполе
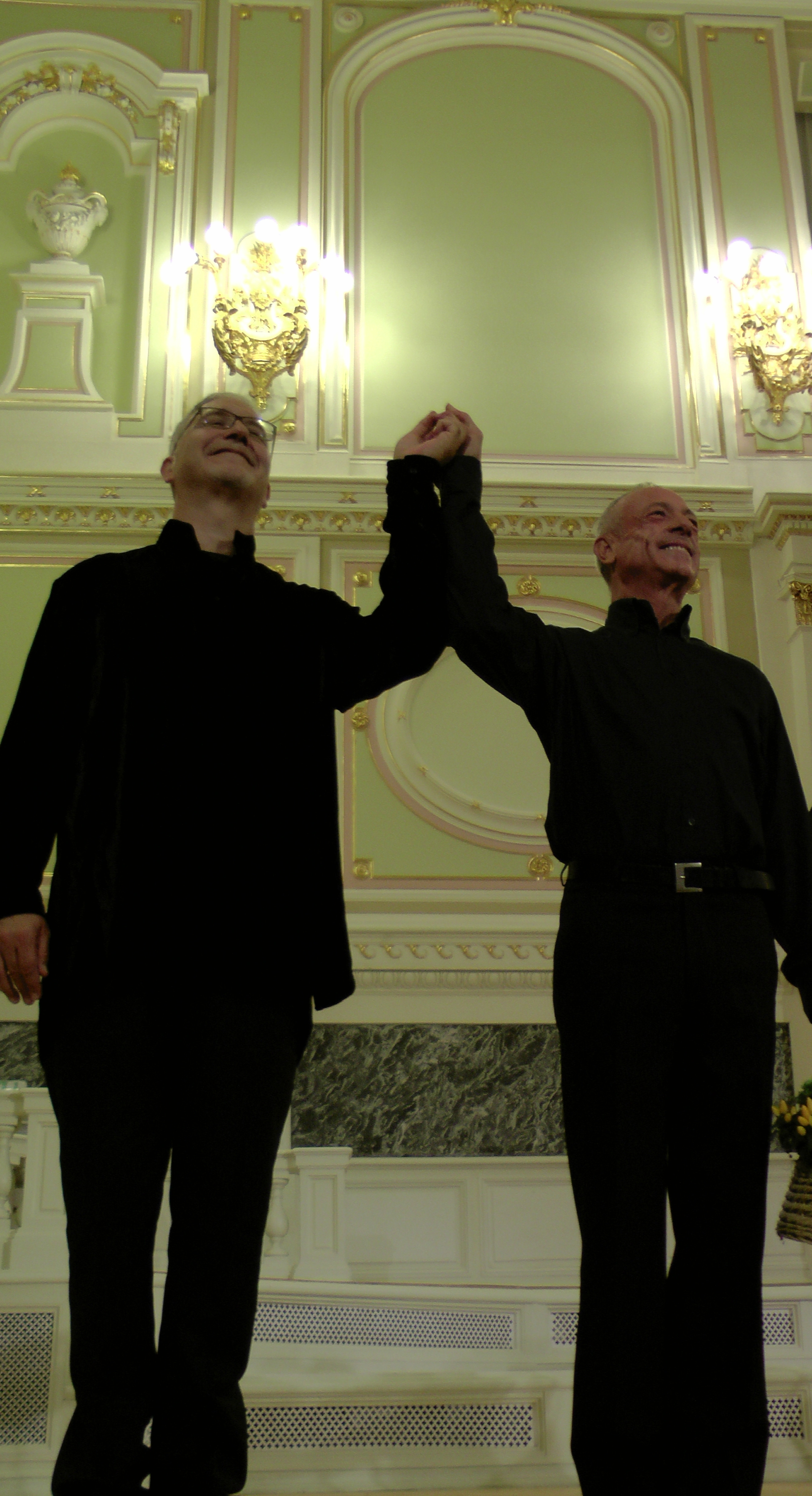
Антонио Флорио (слева) и Пино де Витторио (справа) на фестивале Earlymusic-2014 в Санкт-Петербурге

## Награды
- 1999 год. Diapason d’Or за запись: Napolitane — villanelle, arie, moresche 1530—1570. Ensemble Micrologus and Cappella de' Turchini. Opus 111/OPS 30-214. 1998.
- 2006 год. Премия на Средиземноморском фестивале старинной музыки в Бари.
- 2008 год. Премия города Неаполя в номинации «Occult Excellencies».
- 2009 год. Christmas Choise-BBC за запись кантаты «L’Adoratione de’ Maggi» Cristofaro Caresana[8].
- 2010 год. Oviedo Award за лучшую оперную постановку года.
- 2010 год. Diapason d’Or и Orphée d’Or от Académie du Disque Lyrique за запись: Leo, L. L’Alidoro («The golden wings»). Cappella de' Turchini. Hong Kong: Naxos Digital Services US Inc. 2010.
- 2010 год. Премия имени Luis Gracia Iberni за лучшую музыкальную интерпретацию.

## Дискография
Фирма звукозаписи Symphonia (Болонья):
- Vespro Solenne (Napoli 1632). G. M. Sabino, Majello, Bartolo. Symphonia 91S04. 1993.
- Cantate Napoletane Vol. I. Oh cielo, oh amore. Symphonia 91S09.
- Lo Monteverde Voltato a lo Napolitano. Cerronio, A. Sabino, G.M. Sabino, F. Sabino, Falconieri, Stella. Symphonia 93S19.
- Sui palchi delle stelle — Musica sacra nei all’epoca di Provenzale. Symphonia 93S20. 1994.
- Cantate Napoletane Vol.II. Cantate, Canzonette e Dialoghi. Provenzale, Gaetano Greco. Symphonia 94S29. 1995.
- Magnificat anima mea — I. Culto Mariano e l’Oratorio Filippino nella Napoli del’600 Antonio Nola, Fabrizio Dentice («passeggiati da Donatello Coya»), Beatus Vir by Provenzale, Magnificat by * Salvatore. Symphonia 95138. 1996.
- Cantate Napoletane Vol.III. L’Amante Impazzito. Faggioli, Provenzale, Durante. Symphonia 96147.

Фирма звукозаписи Opus111 (Париж):
- Per la nascita del Verbo. Antonio Florio; Cristoforo Caresana; Orazio Giaccio; Bernardo Storace; Cappella della Pietà de' Turchini. Paris: Naïve. Opus 111. [2007]. 1996.
- Caresana. Per la Nascita del Verbo. La caccia del toro. La tarantella. La pastorale. Florio. Tesori di Napoli. Vol.1, reissued 2007.
- Provenzale. Passione. Salvatore. Stabat Mater. Litanie. Tesori di Napoli. Vol.2
- L’Opera Buffa Napoletana. Leo. Arias from L’Alidoro. La Fente zengare. Vinci. Arias. Florio. 1996. Tesori di Napoli. Vol.3.
- L’opera buffa napoletana. Antonio Florio; Leonardo Vinci; Leonardo Leo; Domenico Auletta; Giovanni Battista Mele; Giovanni Battista Pergolesi; Cappella della Pietà de' Turchini. . 1997.
- Provenzale. sacred opera: La colomba ferita 1672 (2CD) Florio. Tesori di Napoli. Vol.4.
- Provenzale. Vespro. 8 psalms. Caresana Vanitas vanitatum. 1998. Tesori di Napoli. Vol.5.
- Provenzale. Motetti — 4 motets for 2 sopranos. Avitrano sonatas. 1999. Tesori di Napoli. Vol.6.
- Napolitane — villanelle, arie, moresche 1530—1570. Luigi Dentice, G.D. da Nola, da Milano, Fontana, di Maio, et al. Ensemble Micrologus and Cappella de' Turchini. 1999. Tesori di Napoli. Vol.7.
- Leonardo Vinci. Li zite 'ngalera (The Lovers on the Galley) commedia per musica — opera buffa in Neapolitan dialect (2CD). Tesori di Napoli. Vol.8.
- Jommelli. Veni Creator Spiritus. Jommelli, Nicola Porpora, Barbella, Sabatino, and Cafaro. 1999. Tesori di Napoli. Vol.9.
- Giuseppe Cavallo (d.1684). oratorio: Il Giudizio universale 1681. Tesori di Napoli. Vol.10.
- Gaetano Latilla. La Finta Cameriera (Naples, 1738). 2CD. Tesori di Napoli. Vol.11.
- Festa Napolitana — Giramo, Giaccio, Piccinni, Negri, Cottrau. 2001. Tesori di Napoli. Vol.12.
- Jommelli. intermezzo: Don Trastullo. 2002. Tesori di Napoli. Vol.13.
- Paisiello Pulcinella vendicato. Tesori di Napoli. Vol.14.
- Provenzale. La bella devozione — Pangue lingua. Dialogo per la Pascua II. Caresana Missa a 8 Florio. Tesori di Napoli. Vol.16.
- Napoli/Madrid — Vinci, Nebra, Petrini. Cantate e Intermezzi. Opus111/Naïve OP 30274. 2007.

Фирма звукозаписи Naïve (Франция):
- Francesco Cavalli. Statira, Principessa di Persia. 2CD (OP 30382 Naïve). 2004.Tesori di Napoli. Vol.15.
- Festa napoletana. Antonio Florio; Pietro Antonio Giramo; Orazio Giaccio; Francesco Grillo; Cristoforo Caresana; Leonardo Vinci; Nicolò Jommelli; Niccolò Piccinni; Gennaro Negri; Teodoro Cottrau; * Cappella della Pietà de' Turchini. France. [2010].
- Passione Vespro. Antonio Florio; Francesco Provenzale; Giovanni Salvatore; Gian Carlo Cailò; Francesco Rossi; Giuseppe Tricarico; Giuseppe Giamberti; Cristoforo Caresana; Cappella della Pietà de' * Turchini. Hong Kong: Naxos Digital Services/Naive. [2010].

Фирма звукозаписи Glossa (Испания):
- Caresana. L’Adoratione de' Maggi — 4 Christmas cantatas, Partenope, secular cantata, 2011. Gaetano Veneziano. Tenebrae. 2011.
- reissue of 3 vols of Neapolitan cantatas 1991-96 as Il Canto della Sirena. 2011. Provenzale et al. Glossa GCD 922603 (3 CDs Reissue of Symphonia SY91S09, SY94S29, & SY96147). Pino De Vittorio, tenor.
- Il viaggio di Faustina. Roberta Invernizzi. Arias for Faustina Bordoni. Bononcini, Hasse, Porpora, Mancini and Vinci. 2012.
- Il Tesoro di San Gennaro. Nicola Fago, A. & D. Scarlatti, Caresana and Veneziano.

На других фирмах звукозаписи:
- Badia. La Fuga in Egitto. Florio (ORF). Recorded for radio 1996, released 2001.
- Provenzale. Missa Defuntorum. Caresana. Dixit Dominus. Florio. 2007.
- P.A. Fiocco (1654—1714, father) Missa concertata quinti toni. Sacri concerti. Florio. 2009.
- Cantate napolitane del ‘700. Fiorenza, Grillo, Leo, de Majo, Ugolino. 2009.
- Leo. L’Alidoro (The golden wings) comic opera. Production at Reggio Emilia, February 2008, DVD Dynamic — 2009.
- Jommelly, N. Cantata e disfida di Don Trastullo. Antonio Florio; Roberta Invernizzi; Niccolo Jommelli; Giuseppe Naviglio; Rosario Totaro; Cappella della Pietà de' Turchini. [2010].